# Mister Tourism World
Mister Tourism World (tiếng Việt: Nam vương Du lịch Thế giới) là cuộc thi sắc đẹp dành cho nam giới do Lady Czarina de Britannia sáng lập và trụ sở tại Luân Đôn. Cuộc thi đề cao sứ mệnh quảng bá – xúc tiến du lịch, bảo tồn di sản, bảo vệ môi trường. Đương kim Mister Tourism World 2024 vẫn còn gây tranh cãi, ban tổ chức Việt Nam công nhận Nguyễn Hữu Hưng đến từ Việt Nam giữ danh hiệu, còn ban tổ chức quốc tế công nhận Asyraf Dasley đến từ Malaysia giữ danh hiệu.

## Người giữ danh hiệu
| Lần thứ | Năm  | Ngày                 | Mister Tourism World               | Á vương                         | Á vương                                          | Á vương                                | Á vương                                | Á vương                                          | Nơi tổ chức                     | Số thí sinh | T.k.  |
| Lần thứ | Năm  | Ngày                 | Mister Tourism World               | 1                               | 2                                                | 3                                      | 4                                      | 5                                                | Nơi tổ chức                     | Số thí sinh | T.k.  |
| ------- | ---- | -------------------- | ---------------------------------- | ------------------------------- | ------------------------------------------------ | -------------------------------------- | -------------------------------------- | ------------------------------------------------ | ------------------------------- | ----------- | ----- |
| 1       | 2016 | 10 tháng 12 năm 2016 | Okkar Min Maung · Myanmar          | Sarj Sangit Shrestha · Nepal    | Tieze Emiliano · Brasil                          | Kian Sumague · Philippines             | Khunphan Suphachok · Thái Lan          | Không trao giải                                  | Vigan, Philippines              | 13          | [ 3 ] |
| 2       | 2017 | 22 tháng 12 năm 2017 | Joshua Lennet · Borneo             | Aung Seng Htut Melvin · Myanmar | Angelo Adarlo · Philippines                      | Joshua Benedict · Malaysia             | Không trao giải                        | Không trao giải                                  | Yangon, Myanmar                 | 13          | [ 4 ] |
| 3       | 2018 | 3 tháng 2 năm 2019   | Kyle Vosper · Đại Anh              | Mike Piek · Hà Lan              | Osiris Richetti Gautier · Cộng hoà Dominica      | Warley Santanna · Brasil               | Eric Novianto Setiawan · Indonesia     | Không trao giải                                  | Roma, Ý                         | 24          |       |
| 4       | 2019 | 10 tháng 1 năm 2020  | Danial Hansen · Malaysia           | Jomar Josue Perez · Puerto Rico | Rafael Columnia · Cộng hoà Dominica              | Jeremy Lensilk · Hà Lan                | Carlos Santana · Brasil                | Không trao giải                                  | Ħal Luqa, Malta                 | 18          | [ 5 ] |
| 5       | 2021 | 4 tháng 12 năm 2021  | Jonathan Checo · Cộng hoà Dominica | Ali Garcia · Puerto Rico        | Shouryaditya Singh · Ấn Độ                       | Zait Reza · México                     | Andres Mejia Vallejo · Colombia        | Không trao giải                                  | Sto. Domingo, Cộng hòa Dominica | 22          | [ 6 ] |
| 6       | 2022 | 4 tháng 2 năm 2023   | Martín Machiñena · Uruguay         | Marcio Ting · Brasil            | Niwat Naknuan · Thái Lan                         | Ivan Pimentel · Cộng hoà Dominica      | Manos Panarketakis · Hy Lạp            | Phùng Phước Thịnh · Việt Nam                     | Cabanatuan, Philippines         | 25          | [ 7 ] |
| 7       | 2023 | 3 tháng 12 năm 2023  | Knot Thiraphat · Thái Lan          | Jether Palomo · Philippines     | Byron Balbuena · Cộng hoà Dominica               | Nguyễn Quốc Trí · Việt Nam             | Joseph Daniel · Venezuela              | Không trao giải                                  | Salvador da Bahia, Brasil       | 17          | [ 8 ] |
| 8       | 2024 | 18 tháng 2 năm 2025  | Nguyễn Hữu Hưng · Việt Nam         | Asyraf Dasley · Malaysia        | Jorge Luis Valenzuela Tejada · Cộng hòa Dominica | Jose Angel Flores Querales · Venezuela | Jirayu Jack Tucker · Thái Lan          | Wu Cheng Lin · Đài Loan                          | Ninh Thuận, Việt Nam            | 25          | [ 9 ] |
| 8       | 2024 | 18 tháng 2 năm 2025  | Asyraf Dasley · Malaysia           | Nguyễn Hữu Hưng · Việt Nam      | Jirayu Jack Tucker · Thái Lan                    | Wu Cheng Lin · Đài Loan                | Jose Angel Flores Querales · Venezuela | Jorge Luis Valenzuela Tejada · Cộng hòa Dominica | Ninh Thuận, Việt Nam            | 25          | [ 9 ] |
| 9       | 2025 | 2025                 |                                    |                                 |                                                  |                                        |                                        |                                                  | Chiang Mai, Thái Lan            |             |       |

### Quốc gia/vùng lãnh thổ theo số lần chiến thắng
| Quốc gia          | Số lần | Năm        |
| ----------------- | ------ | ---------- |
| Malaysia          | 2      | 2019, 2024 |
| Myanmar           | 1      | 2016       |
| Borneo            | 1      | 2017       |
| Đại Anh           | 1      | 2018       |
| Cộng hòa Dominica | 1      | 2021       |
| Uruguay           | 1      | 2022       |
| Thái Lan          | 1      | 2023       |
| Việt Nam          | 1      | 2024       |

## Các lần tổ chức Mister Tourism World

### 2016
Mister Tourism World 2016 là cuộc thi Mister Tourism World lần thứ 1 được tổ chức tại thành phố Vigan, Philippines vào ngày 10 tháng 12 năm 2016. Có 13 thí sinh dự thi, Okkar Min Maung đến từ Myanmar đăng quang ngôi vị Mister Tourism World, và Phạm Xuân Hiển đến từ Việt Nam đăng quang Mister Eco World.
Kết quả
| Hạng                      | Thí sinh                                                     |
| ------------------------- | ------------------------------------------------------------ |
| Mister Tourism World 2016 | - Myanmar — Okkar Min Maung                                  |
| Á vương 1                 | - Nepal — Sarj Sangit Shrestha                               |
| Á vương 2                 | - Brasil — Tieze Emiliano                                    |
| Á vương 3                 | - Philippines — Kian Sumague                                 |
| Á vương 4                 | - Thái Lan — Khunphan Suphachok                              |
| Mister Eco World 2016     | - Việt Nam — Phạm Xuân Hiển                                  |
| Top 8                     | - Indonesia — Muhammad Ryan Ramadhan - Úc — Luke Middlebrook |

Các giải thưởng
| Giải thưởng              | Thí sinh                             |
| ------------------------ | ------------------------------------ |
| Best in National Costume | - Indonesia — Muhammad Ryan Ramadhan |
| Mister Photogenic        | - Hà Lan — Cas Winters               |
| Mister Friendship        | - Brasil — Tieze Emiliano            |
| Best in Formal Wear      | - Thái Lan — Khunphan Suphachok      |
| Darling of the Press     | - Nepal — Sarj Sangit Shrestha       |
| Best in Style & Fashion  | - Myanmar — Okkar Min Maung          |
| Social Media Icon        | - Myanmar — Okkar Min Maung          |
| Best in Tourism Speaker  | - Myanmar — Okkar Min Maung          |
| Best in Physique         | - Malaysia — Fauzi Mohammad          |
| Best in Talent           | - Việt Nam — Phạm Xuân Hiển          |
| Best in Swimwear         | - Ghana — Archibald Acquaye          |
| Mister Afterglow         | - Brasil — Tieze Emiliano            |

Các thí sinh
| Quốc gia/vùng lãnh thổ | Thí sinh               |
| ---------------------- | ---------------------- |
| Ấn Độ                  | Sanju Ray              |
| Brasil                 | Tieze Emiliano         |
| Ghana                  | Archibald Acquaye      |
| Hà Lan                 | Cas Winters            |
| Indonesia              | Muhammad Ryan Ramadhan |
| Malaysia               | Fauzi Mohammad         |
| Myanmar                | Okkar Min Maung        |
| Nepal                  | Sarj Sangit Shrestha   |
| Philippines            | Kian Sumague           |
| Thái Lan               | Khunphan Suphachok     |
| Thuỵ Điển              | Alexander Portnoff     |
| Úc                     | Luke Middlebrook       |
| Việt Nam               | Phạm Xuân Hiển         |

### 2017
Mister Tourism World 2017 là cuộc thi Mister Tourism World lần thứ 2 được tổ chức tại Yangon, Myanmar vào ngày 22 tháng 12 năm 2017. Có 13 thí sinh dự thi, Joshua Lennet đến từ Borneo đăng quang ngôi vị Mister Tourism World.
Kết quả
| Hạng                      | Thí sinh |
| ------------------------- | --- |
| Mister Tourism World 2017 | - Borneo — Joshua Lennet                                                                                              |
| Á vương 1                 | - Myanmar — Aung Seng Htut Melvin                                                                                     |
| Á vương 2                 | - Philippines — Angelo Adarlo                                                                                         |
| Á vương 3                 | - Malaysia — Joshua Benedict                                                                                          |
| Top 8                     | - Indonesia — Rizky Ardie - Thái Lan — Patiphan Tiraphanamphai - Trung Quốc — Weijian Zhong - Ý — Ben Joseph Guevarra |

Các giải thưởng
| Giải thưởng              | Thí sinh                                   |
| ------------------------ | ------------------------------------------ |
| Best in National Costume | - Myanmar — Aung Seng Htut Melvin          |
| Mister Friendship        | - Bolivia — Gerardo Dennis Torrez Mendieta |
| Mister Popularity        | - Myanmar — Aung Seng Htut Melvin          |
| Best in Talent           | - Sri Lanka — Dulish Thennakone            |
| Best Speaker             | - Malaysia — Joshua Benedict               |
| Best Physique            | - Trung Quốc — Weijian Zhong               |
| Best Runway Model        | - Việt Nam — Trần Mạnh Kiên                |

Các thí sinh
| Quốc gia/vùng lãnh thổ | Thí sinh                       |
| ---------------------- | ------------------------------ |
| Ấn Độ                  | Kunal Arora                    |
| Bolivia                | Gerardo Dennis Torrez Mendieta |
| Borneo                 | Joshua Lennet                  |
| Indonesia              | Rizky Ardie                    |
| Malaysia               | Joshua Benedict                |
| Myanmar                | Aung Seng Htut Melvin          |
| Nepal                  | Pramesh Pant                   |
| Philippines            | Angelo Adarlo                  |
| Sri Lanka              | Dulish Thennakone              |
| Thái Lan               | Patiphan Tiraphanamphai        |
| Trung Quốc             | Weijian Zhong                  |
| Úc                     | Bronson Johnson                |
| Ý                      | Ben Joseph Guevarra            |

### 2018
Mister Tourism World 2018 là cuộc thi Mister Tourism World lần thứ 3 được tổ chức tại Teatro Auditorium Del Massimo, Roma, Ý vào ngày 3 tháng 2 năm 2019. Có 24 thí sinh dự thi, Kyle Vosper đến từ Đại Anh đăng quang ngôi vị Mister Tourism World.
Kết quả
| Hạng                      | Thí sinh |
| ------------------------- | --- |
| Mister Tourism World 2018 | - Đại Anh — Kyle Vosper |
| Á vương 1                 | - Hà Lan — Mike Piek |
| Á vương 2                 | - Cộng hoà Dominica — Osiris Richetti Gautier |
| Á vương 3                 | - Brasil — Warley Santanna |
| Á vương 4                 | - Indonesia — Eric Novianto Setiawan |
| Top 10                    | - Cuba — Jose Carlos Fernandez Guerrero - Malaysia — Sandeep Singh - Philippines — Kevin Hernandez - Thái Lan — Surachai Pumkampon - Uruguay — Santiago Tejera                                        |
| Top 16                    | - Costa Rica — Richard Coronado Robles - Filcomm KSA — Francis Noces - Hoa Kỳ — William De La Cruz - Jamaica — Tyrell Harris - Malta — Ron Bonsfield - Quần đảo Virgin thuộc Mỹ — Levar Vanbeverhoudt |

Các giải thưởng
| Giải thưởng           | Thí sinh |
| --------------------- | --- |
| Best National Costume | - Indonesia — Eric Novianto Setiawan |
| Best in Swimwear      | - Brasil — Warley Santanna |
| Best in Physique      | - Cuba — Jose Carlos Fernandez Guerrero |
| Best in Talent        | Winner - Filcomm KSA — Francis Noces 1st Runner-Up - Cộng hoà Dominica — Osiris Richetti Gautier 2nd Runner-Up - Brasil — Warley Santanna         |
| Best Tourism Speaker  | Winner - Jamaica — Tyrell Harris 1st Runner-Up - Đại Anh — Kyle Vosper 2nd Runner-Up - Malaysia — Sandeep Singh                                   |
| Best Multimedia Award | Winner - Thái Lan — Surachai Pumkampon 1st Runner-Up - Hoa Kỳ — William De La Cruz 2nd Runner-Up - Quần đảo Virgin thuộc Mỹ — Levar Vanbeverhoudt |
| World's Choice Award  | Winner - Filcomm KSA — Francis Noces 1st Runner-Up - Brasil — Warley Santanna 2nd Runner-Up - Uruguay — Santiago Tejera                           |
| Best Runway Model     | Winner - Brasil — Warley Santanna 1st Runner-Up - Hàn Quốc — Jun Hyeon Baek 2nd Runner-Up - Thái Lan — Surachai Pumkampon                         |

Các thí sinh
| Quốc gia/vùng lãnh thổ   | Thí sinh                       |
| ------------------------ | ------------------------------ |
| Bỉ                       | Tycho Mortier                  |
| Bồ Đào Nha               | Francisco Vargas Garcia        |
| Brasil                   | Warley Santanna                |
| Costa Rica               | Richard Coronado Robles        |
| Cuba                     | Jose Carlos Fernandez Guerrero |
| Cộng hoà Dominica        | Osiris Richetti Gautier        |
| Đại Anh                  | Kyle Vosper                    |
| Ethiopia                 | Fasil Feyere Ture              |
| Filcomm KSA              | Francis Noces                  |
| Hà Lan                   | Mike Piek                      |
| Hàn Quốc                 | Jun Hyeon Baek                 |
| Hoa Kỳ                   | William De La Cruz             |
| Hy Lạp                   | Spiros Spinoulas               |
| Indonesia                | Eric Novianto Setiawan         |
| Jamaica                  | Tyrell Harris                  |
| Kosovo                   | Endrit Gashi                   |
| Malaysia                 | Sandeep Singh                  |
| Malta                    | Ron Bonsfield                  |
| Nam Phi                  | Mawande Qeqe                   |
| Perú                     | Luis Gamarra                   |
| Philippines              | Kevin Hernandez                |
| Thái Lan                 | Surachai Pumkampon             |
| Uruguay                  | Santiago Tejera                |
| Quần đảo Virgin thuộc Mỹ | Levar Vanbeverhoudt            |

### 2019
Mister Tourism World 2019 là cuộc thi Mister Tourism World lần thứ 4 được tổ chức tại MonteKristo Estate, Ħal Luqa, Malta vào ngày 10 tháng 1 năm 2020. Có 18 thí sinh dự thi, Danial Hansen đến từ Malaysia đăng quang ngôi vị Mister Tourism World.
Kết quả
| Hạng                      | Thí sinh |
| ------------------------- | --- |
| Mister Tourism World 2019 | - Malaysia — Danial Hansen |
| Á vương 1                 | - Puerto Rico — Jomar Josue Perez |
| Á vương 2                 | - Cộng hoà Dominica — Rafael Columnia |
| Á vương 3                 | - Hà Lan — Jeremy Lensilk |
| Á vương 4                 | - Brasil — Carlos Santana |
| Top 8                     | - Nhật Bản — Kotaro Kasamatsu - Philippines — Abdullah Cheng - Venezuela — Herald Conner                                                        |
| Top 13                    | - Jamaica — Omar Orlando Dale - Malta — Wayne Cassar - México — Alberto Quijada - Tây Ban Nha — Samuel Lopez Arcos - Thái Lan — Chanatip Nathon |

Các giải thưởng
| Giải thưởng               | Thí sinh |
| ------------------------- | --- |
| Best National Costume     | - Thái Lan — Chanatip Nathon |
| Mister Friendship         | - Curaçao — Frensel Meyers |
| Best Physique             | - Malaysia — Danial Hansen |
| Best Swimwear             | - Pháp — Walid Chakir |
| Best Formal Wear          | - Puerto Rico — Jomar Josue Perez                                                                                                |
| Best Fashion Style        | - Thái Lan — Chanatip Nathon |
| Darling of the Press      | - Thổ Nhĩ Kỳ — Mert Turan |
| World Choice Award        | Winner - Malaysia — Danial Hansen 1st Runner-Up - Philippines — Abdullah Cheng 2nd Runner-Up - Jamaica — Omar Orlando Dale       |
| Charmingly Cultured Award | Winner - Cộng hoà Dominica — Rafael Columnia 1st Runner-Up - Malaysia — Danial Hansen 2nd Runner-Up - Hà Lan — Jeremy Lensilk    |
| Multimedia Award          | Winner - Venezuela — Herald Conner 1st Runner-Up - Brasil — Carlos Santana 2nd Runner-Up - Ấn Độ — Lakshya Singh                 |
| Best Runway Model         | Winner - Puerto Rico — Jomar Josue Perez 1st Runner-Up - Nhật Bản — Kotaro Kasamatsu 2nd Runner-Up - Brasil — Carlos Santana     |
| Best Speaker              | Winner - Hà Lan — Jeremy Lensilk 1st Runner-Up - Cộng hoà Dominica — Rafael Columnia 2nd Runner-Up - Nhật Bản — Kotaro Kasamatsu |
| Best In Talent            | Winner - Jamaica — Omar Orlando Dale 1st Runner-Up - Pháp — Walid Chakir 2nd Runner-Up - Thổ Nhĩ Kỳ — Mert Turan                 |

Các thí sinh
| Quốc gia/vùng lãnh thổ | Thí sinh           |
| ---------------------- | ------------------ |
| Ấn Độ                  | Lakshya Singh      |
| Brasil                 | Carlos Santana     |
| Curaçao                | Frensel Meyers     |
| Cộng hoà Dominica      | Rafael Columnia    |
| Jamaica                | Omar Orlando Dale  |
| Hà Lan                 | Jeremy Lensilk     |
| Hàn Quốc               | Eungi Min          |
| Malaysia               | Danial Hansen      |
| Malta                  | Wayne Cassar       |
| México                 | Alberto Quijada    |
| Nhật Bản               | Kotaro Kasamatsu   |
| Pháp                   | Walid Chakir       |
| Philippines            | Abdullah Cheng     |
| Puerto Rico            | Jomar Josue Perez  |
| Tây Ban Nha            | Samuel Lopez Arcos |
| Thái Lan               | Chanatip Nathon    |
| Thổ Nhĩ Kỳ             | Mert Turan         |
| Venezuela              | Herald Conner      |

### 2021
Mister Tourism World 2021 là cuộc thi Mister Tourism World lần thứ 5 được tổ chức tại Plaza Central, Sto. Domingo, Cộng hòa Dominica vào ngày 4 tháng 12 năm 2021. Có 22 thí sinh dự thi, Jonathan Checo đến từ Cộng hòa Dominica đăng quang ngôi vị Mister Tourism World.
Kết quả
| Hạng                      | Thí sinh |
| ------------------------- | --- |
| Mister Tourism World 2021 | - Cộng hoà Dominica — Jonathan Checo                                                                                                 |
| Á vương 1                 | - Puerto Rico — Ali Garcia |
| Á vương 2                 | - Ấn Độ — Shouryaditya Singh |
| Á vương 3                 | - México — Zait Reza |
| Á vương 4                 | - Colombia — Andres Mejia Vallejo |
| Top 10                    | - Brasil — Thiago Oliveira - Hy Lạp — Fotis Meta - Séc — Petr Kinský - Tây Ban Nha — Rafael De La Vega - Venezuela — Drexler Ustariz |

Các giải thưởng
| Giải thưởng           | Thí sinh |
| --------------------- | --- |
| Best National Costume | Winner - Puerto Rico — Ali Garcia 1st Runner-Up - Cộng hoà Dominica — Jonathan Checo 2nd Runner-Up - Ecuador — Oscar Abedrabbo         |
| Mister Friendship     | - Hàn Quốc — Taesun Lee |
| Best in Swimwear      | - Cộng hoà Dominica — Jonathan Checo                                                                                                   |
| Best Formal Wear      | - Puerto Rico — Ali Garcia |
| Best Physique         | - Puerto Rico — Ali Garcia |
| Mister Popularity     | Winner - Ấn Độ — Shouryaditya Singh 1st Runner-Up - Panama — Abdiel Gonzalez 2nd Runner-Up - Paraguay — Eduardo Herrera                |
| Best Talent           | Winner - Đảo Saona — Stanley Rosado 1st Runner-Up - Puerto Rico — Ali Garcia 2nd Runner-Up - Venezuela — Drexler Ustariz               |
| Best Runway Model     | Winner - Colombia — Andres Mejia Vallejo 1st Runner-Up - Nga — Ivan Glaz 2nd Runner-Up - Venezuela — Drexler Ustariz                   |
| Multimedia Award      | Winner - México — Zait Reza 1st Runner-Up - Puerto Rico — Ali Garcia 2nd Runner-Up - Tây Ban Nha — Rafael De La Vega                   |
| Best Speaker          | Winner - Colombia — Andres Mejia Vallejo 1st Runner-Up - Ấn Độ — Shouryaditya Singh 2nd Runner-Up - Cộng hoà Dominica — Jonathan Checo |

Các thí sinh
| Quốc gia/vùng lãnh thổ | Thí sinh           |
| ---------------------- | ------------------ |
| Ấn Độ                  | Shouryaditya Singh |
| Brasil                 | Thiago Oliveira    |
| Chile                  | Leandro Pena       |
| Colombia               | Andres Mejia       |
| Cuba                   | Claudio Fermoselle |
| Cộng hoà Dominica      | Jonathan Checo     |
| Ecuador                | Oscar Abedrabbo    |
| Haiti                  | Ménardy Ménard     |
| Hàn Quốc               | Taesun Lee         |
| Hoa Kỳ                 | Tommy Fleitas      |
| Hy Lạp                 | Fotis Meta         |
| México                 | Zait Reza          |
| Nga                    | Ivan Glaz          |
| Panama                 | Abdiel Gonzalez    |
| Paraguay               | Eduardo Herrera    |
| Perú                   | Anthony Villar     |
| Philippines            | Aries Sarte        |
| Puerto Rico            | Ali Garcia         |
| Đảo Saona              | Stanley Rosado     |
| Séc                    | Petr Kinský        |
| Tây Ban Nha            | Rafael De La Vega  |
| Venezuela              | Drexler Ustariz    |

Dự thi quốc tế khác
| Cuộc thi      | Năm  | Quốc gia/vùng lãnh thổ | Thí sinh             | Thứ hạng | T.k. |
| ------------- | ---- | ---------------------- | -------------------- | -------- | ---- |
| Mister Global | 2024 | Puerto Rico            | Jose Ali García Mora | Top 11   |      |

### 2022
Mister Tourism World 2022 là cuộc thi Mister Tourism World lần thứ 6 được tổ chức tại La Beneue Center for Events, thành phố Cabanatuan, Nueva Ecija, Philippines vào ngày 4 tháng 2 năm 2023. Có 25 thí sinh dự thi, Martín Machiñena đến từ Uruguay đăng quang ngôi vị Mister Tourism World.
Kết quả
| Hạng                      | Thí sinh |
| ------------------------- | --- |
| Mister Tourism World 2022 | - Uruguay — Martín Machiñena |
| Á vương 1                 | - Brasil — Marcio Ting |
| Á vương 2                 | - Thái Lan — Niwat Naknuan |
| Á vương 3                 | - Cộng hoà Dominica — Ivan Pimentel |
| Á vương 4                 | - Hy Lạp — Manos Panarketakis |
| Á vương 5                 | - Việt Nam — Phùng Phước Thịnh |
| Top 17                    | - Ấn Độ — Mithun Debbarma - Canada — Celin Miayoukou - Cuba — Alex Soto - Hoa Kỳ — Ranfis Brito Garces - Malaysia — Kirtanraj Gunarajah - México — Armando Andrade - Nam Phi — Abednico Mabaso - Philippines — Mike Francisco - Puerto Rico — Edgar Acevedo - Tây Ban Nha — Juan Pedro Ascanio - Venezuela — Acazzio Pena |

Các giải thưởng
| Giải thưởng                  | Thí sinh |
| ---------------------------- | --- |
| Best National Costume        | - Thái Lan — Niwat Naknuan                                                                                                  |
| Mister Friendship            | - Việt Nam — Phùng Phước Thịnh                                                                                              |
| Mister Bellanus Skincare     | - Hồng Kông — Jon Sy Del Rosario                                                                                            |
| Mister Pefumo                | - Uruguay — Martin Machiñena                                                                                                |
| Mister Charmingly Cultured   | Winner - Cuba — Alex Soto 1st Runner-Up - Nam Phi — Abednico Mabaso 2nd Runner-Up - Malaysia — Kirtanraj Gunarajah          |
| Best in Talent               | Winner - Việt Nam — Phùng Phước Thịnh 1st Runner-Up - México — Armando Andrade 2nd Runner-Up - Ma Cao — Vince Sy            |
| Multimedia Award             | Winner - Tây Ban Nha — Juan Pedro Ascanio 1st Runner-Up - Nam Phi — Abednico Mabaso 2nd Runner-Up - Perú — Paolo Cabanillas |
| Best in Speech               | Winner - Hoa Kỳ — Ranfis Brito Garces 1st Runner-Up - Anh Quốc — Rob Dawe 2nd Runner-Up - Cuba — Alex Soto                  |
| Mister Popularity            | Winner - Nam Phi — Abednico Mabaso 1st Runner-Up - Canada — Celin Miayoukou 2nd Runner-Up - Uruguay — Martin Machiñena      |
| Best Model Award             | Winner - Hy Lạp — Manos Panarketakis 1st Runner-Up - Uruguay — Martin Machiñena 2nd Runner-Up - Brasil — Marcio Ting        |
| Mister Fit & Bloom           | - Uruguay — Martin Machiñena                                                                                                |
| Modelo International         | - México — Armando Andrade                                                                                                  |
| Best Physique                | - Cộng hoà Dominica — Ivan Pimentel                                                                                         |
| Best in Swimwear             | - Thái Lan — Niwat Naknuan                                                                                                  |
| Best in Formal Award         | - Brasil — Marcio Ting |
| Zaragosa-Japan Surplus Award | - Uruguay — Martin Machiñena                                                                                                |

Các thí sinh
| Quốc gia/vùng lãnh thổ | Thí sinh            |
| ---------------------- | ------------------- |
| Anh Quốc               | Rob Dawe            |
| Ấn Độ                  | Mithun Debbarma     |
| Brasil                 | Marcio Ting         |
| Campuchia              | Marco Kim           |
| Canada                 | Celin Miayoukou     |
| Cuba                   | Alex Soto           |
| Cộng hoà Dominica      | Ivan Pimentel       |
| Ecuador                | Andres Cajas        |
| Hoa Kỳ                 | Ranfis Brito Garces |
| Hồng Kông              | Jon Sy Del Rosario  |
| Hy Lạp                 | Manos Panarketakis  |
| Ma Cao                 | Vince Sy            |
| Malaysia               | Kirtanraj Gunarajah |
| México                 | Armando Andrade     |
| Nam Phi                | Abednico Mabaso     |
| Paraguay               | Kevin Ashmore       |
| Perú                   | Paolo Cabanillas    |
| Philippines            | Mike Francisco      |
| Puerto Rico            | Edgar Acevedo       |
| Séc                    | Philipp Stomenov    |
| Tây Ban Nha            | Juan Pedro Ascanio  |
| Thái Lan               | Niwat Naknuan       |
| Uruguay                | Martín Machiñena    |
| Venezuela              | Acazzio Pena        |
| Việt Nam               | Phùng Phước Thịnh   |

### 2023
Mister Tourism World 2023 là cuộc thi Mister Tourism World lần thứ 7 được tổ chức tại Salvador da Bahia, Brasil vào ngày 3 tháng 12 năm 2023. Có 17 thí sinh dự thi, Knot Thiraphat đến từ Thái Lan đăng quang ngôi vị Mister Tourism World.
Kết quả
| Hạng                      | Thí sinh                             |
| ------------------------- | ------------------------------------ |
| Mister Tourism World 2023 | - Thái Lan — Knot Thiraphat          |
| Á vương 1                 | - Philippines — Jether Palomo        |
| Á vương 2                 | - Cộng hoà Dominica — Byron Balbuena |
| Á vương 3                 | - Việt Nam — Nguyễn Quốc Trí         |
| Á vương 4                 | - Venezuela — Joseph Daniel          |

Các giải thưởng
| Giải thưởng                 | Thí sinh                     |
| --------------------------- | ---------------------------- |
| Best National Costume       | - Việt Nam — Nguyễn Quốc Trí |
| Best in Swimsuit            | - Thái Lan — Knot Thiraphat  |
| Mister Tourism Asia Pacific | - Việt Nam — Nguyễn Quốc Trí |
| Best Physique               | - Thái Lan — Knot Thiraphat  |

Các thí sinh
| Quốc gia/vùng lãnh thổ | Thí sinh                      |
| ---------------------- | ----------------------------- |
| Brasil                 | Manoel Pio                    |
| Canada                 | Jaime Rafael Cesar Colmenares |
| Đảo Caribê             | Jose Veras                    |
| Colombia               | José Ollarvides               |
| Cuba                   | Ernesto Lahera                |
| Cộng hoà Dominica      | Byron Balbuena                |
| Hoa Kỳ                 | Israel Vega                   |
| México                 | Limarti Luna                  |
| Nigeria                | Olajide Ayomide               |
| Philippines            | Jether Palomo                 |
| Puerto Rico            | Daniel Delgado Ramos          |
| Séc                    | Lukáš Kupkovič                |
| Singapore              | Kesavan Odaiappan             |
| Tây Ban Nha            | Perdo Vargas                  |
| Thái Lan               | Knot Thiraphat                |
| Venezuela              | Joseph Daniel                 |
| Việt Nam               | Nguyễn Quốc Trí               |

Dự thi quốc tế khác
| Cuộc thi             | Năm  | Quốc gia/vùng lãnh thổ | Thí sinh                      | Thứ hạng       |
| -------------------- | ---- | ---------------------- | ----------------------------- | -------------- |
| Mister Supranational | 2024 | Canada                 | Jaime Rafael Cesar Colmenares | Không đạt giải |

### 2024
Mister Tourism World 2024 là cuộc thi Mister Tourism World lần thứ 8 được tổ chức tại Resort Vĩnh Hy, thôn Vĩnh Hy, xã Vĩnh Hải, huyện Ninh Hải, tỉnh Ninh Thuận, Việt Nam vào ngày 18 tháng 2 năm 2025. Có 25 thí sinh dự thi, Nguyễn Hữu Hưng đến từ Việt Nam đăng quang ngôi vị Mister Tourism World.
Vào ngày 13 tháng 3 năm 2025, Mister Tourism World Organization (MTWO) thông báo thu hồi danh hiệu nam vương và á vương. Vào ngày 18 tháng 4 năm 2025, MTWO thông báo công bố kết quả Asyraf Dasley đến từ Malaysia là người chiến thắng. Tuy nhiên ban tổ chức Việt Nam bác bỏ kết quả của MTWO và khẳng định Nguyễn Hữu Hưng đăng quang là hợp pháp.
Kết quả
| Hạng                      | Thí sinh | Thí sinh |
| Hạng                      | BTC Việt Nam | BTC Quốc tế |
| ------------------------- | --- | --- |
| Mister Tourism World 2024 | - Việt Nam — Nguyễn Hữu Hưng | - Malaysia — Asyraf Dasley |
| Á vương 1                 | - Malaysia — Asyraf Dasley | - Việt Nam — Nguyễn Hữu Hưng |
| Á vương 2                 | - Cộng hòa Dominica — Jorge Luis Valenzuela Tejada | - Thái Lan — Jirayu Jack Tucker |
| Á vương 3                 | - Venezuela — Jose Angel Flores Querales | - Đài Loan — Wu Cheng Lin § |
| Á vương 4                 | - Thái Lan — Jirayu Jack Tucker | - Venezuela — Jose Angel Flores Querales |
| Á vương 5                 | - Đài Loan — Wu Cheng Lin § | - Cộng hòa Dominica — Jorge Luis Valenzuela Tejada |
| Top 10                    | - Ấn Độ — Sriloganand Kumar - Nigeria — Zeal Effet - Pháp — Salah Bousbih - Séc — Daniel Štefan - Thổ Nhĩ Kỳ — Can Tiras | - Ấn Độ — Sriloganand Kumar - Nigeria — Zeal Effet - Pháp — Salah Bousbih - Séc — Daniel Štefan - Thổ Nhĩ Kỳ — Can Tiras |
| Top 20                    | - Anh Quốc — Khal ld - Hoa Kỳ — Joeren King Finney - Indonesia — Aditiya Yoswa Wiyoto Lim - Lào — Aot Soulivong Xayaketh - Nepal — Milan Bhattarai - Nicaragua — Joemar Malayo - Philippines — Sandro Cordova - Sri Lanka — Omar Bepari - Úc — Wiehann de Klerk | - Anh Quốc — Khal ld - Hoa Kỳ — Joeren King Finney - Indonesia — Aditiya Yoswa Wiyoto Lim - Lào — Aot Soulivong Xayaketh - Nepal — Milan Bhattarai - Nicaragua — Joemar Malayo - Philippines — Sandro Cordova - Sri Lanka — Omar Bepari - Úc — Wiehann de Klerk |

- § Thắng giải Mister Tourism People's Choice vào thẳng Top 6 chung cuộc.

Các giải thưởng
| Giải thưởng                       | Thí sinh |
| --------------------------------- | --- |
| Mister Áo Dài                     | - Lào — Aot Soulivong Xayaketh |
| Best Tourism Speaker              | Winner - Malaysia — Asyraf Dasley 1st Runner-Up - Úc — Wiehann de Klerk 2nd Runner-Up - Nicaragua — Joemar Malayo                  |
| Best Runway Model                 | Winner - Pháp — Salah Bousbih 1st Runner-Up - Ấn Độ — Sriloganand Kumar 2nd Runner-Up - Nigeria — Zeal Effet                       |
| Multimedia Award                  | Winner - Lào — Aot Soulivong Xayaketh 1st Runner-Up - Đài Loan — Wu Cheng Lin 2nd Runner-Up - Indonesia — Aditiya Yoswa Wiyoto Lim |
| Best Talent                       | Winner - Việt Nam — Nguyễn Hữu Hưng 1st Runner-Up - Lào — Aot Soulivong Xayaketh 2nd Runner-Up - Philippines — Sandro Cordova      |
| Best Arrival                      | - Sri Lanka — Omar Bepari |
| Best National Costume by Fan Vote | - Đài Loan — Wu Cheng Lin |
| Mister Special Awards             | - Úc — Wiehann de Klerk |
| Mister Commercial Face            | - Việt Nam — Nguyễn Hữu Hưng |
| Mister Vietnam Tourism Ambassador | - Bulgaria — Drosev Dimitar |
| Best Beautiful Skin               | - Thái Lan — Jirayu Jack Tucker |
| Best Face                         | - Hoa Kỳ — Joeren King Finney |
| Mister Charming Smile             | - Đài Loan — Wu Cheng Lin |
| Best Swimwear                     | - Malaysia — Asyraf Dasley |
| Best Physique                     | - Nigeria — Zeal Effet |
| Best Fashion & Style              | - Ấn Độ — Sriloganand Kumar |
| Maschile Model Look               | - Séc — Daniel Štefan |
| Mister Tourism People's Choice    | - Đài Loan — Wu Cheng Lin |
| Best Formal Wear                  | - Venezuela — Jose Angel Flores Querales                                                                                           |
| Best National Costume             | - Việt Nam — Nguyễn Hữu Hưng |
| Mister Photogenic                 | - Nepal — Milan Bhattarai |
| Mister Friendship                 | - Việt Nam — Nguyễn Hữu Hưng |
| Mister Tourism World Africa       | - Nigeria — Zeal Effet |
| Mister Tourism World Europe       | - Thổ Nhĩ Kỳ — Can Tiras |
| Mister Tourism World Asia Pacific | - Philippines — Sandro Cordova |
| Mister Tourism World Caribbean    | - Cộng hòa Dominica — Jorge Luis Valenzuela Tejada                                                                                 |
| Mister Tourism World America      | - Venezuela — Jose Angel Flores Querales                                                                                           |

Các thí sinh
| Quốc gia/vùng lãnh thổ | Thí sinh                     |
| ---------------------- | ---------------------------- |
| Anh Quốc               | Khal ld                      |
| Ấn Độ                  | Sriloganand Kumar            |
| Bulgaria               | Drosev Dimitar               |
| Campuchia              | Sokuntheareth Sen            |
| Cộng hòa Dominica      | Jorge Luis Valenzuela Tejada |
| Đài Loan               | Leon Wu Cheng Lin            |
| Hoa Kỳ                 | Joeren King Finney           |
| Hy Lạp                 | Nikos Koliogiannis           |
| Indonesia              | Aditiya Yoswa Wiyoto Lim     |
| Lào                    | Aot Soulivong Xayaketh       |
| Malaysia               | Asyraf Dasley                |
| Myanmar                | Kaung Thant Sin              |
| Nepal                  | Milan Bhattarai              |
| Nicaragua              | Joemar Malayo                |
| Nigeria                | Zeal Effet                   |
| Pháp                   | Salah Bousbih                |
| Philippines            | Sandro Cordova               |
| Séc                    | Daniel Štefan                |
| Sri Lanka              | Omar Bepari                  |
| Tây Ban Nha            | Miguel Ángel Camacho         |
| Thái Lan               | Jirayu Jack Tucker           |
| Thổ Nhĩ Kỳ             | Can Tiras                    |
| Úc                     | Wiehann de Klerk             |
| Venezuela              | Jose Angel Flores Querales   |
| Việt Nam               | Nguyễn Hữu Hưng              |

### 2025
Mister Tourism World 2025 là cuộc thi Mister Tourism World lần thứ 9 được tổ chức tại Chiang Mai, Thái Lan vào năm 2025.
Các thí sinh
| Quốc gia/vùng lãnh thổ | Thí sinh             |
| ---------------------- | -------------------- |
| Ấn Độ                  | Abhinav Anil Ballary |
| Lào                    | Kob Sounakhen        |
| Philippines            | Granville Raymundo   |
| Venezuela              | Oliver I. Acosta S.  |

## Danh sách đại diện Việt Nam
Chú thích màu
- : Nam vương
- : Á vương
- : Top chung kết
- : Top bán chung kết
- : Được giải thưởng đặc biệt

| Năm  | Tên               | Quê quán   | Danh hiệu quốc gia | Thứ hạng             | Giải thưởng đặc biệt                                                                   |
| ---- | ----------------- | ---------- | ------------------ | -------------------- | -------------------------------------------------------------------------------------- |
| 2016 | Phạm Xuân Hiển    | Đà Nẵng    | Bổ nhiệm           | Mister Eco World     | 1 - - Best in Talent                                                                   |
| 2017 | Trần Mạnh Kiên    | Vĩnh Phúc  | Bổ nhiệm           | Rút lui              | 1 - - Best Runway Model                                                                |
| 2022 | Phùng Phước Thịnh | Kiên Giang | Bổ nhiệm           | Á vương 5            | 2 - - Mister Friendship - Best in Talent                                               |
| 2023 | Nguyễn Quốc Trí   | Đồng Tháp  | Bổ nhiệm           | Á vương 3            | 2 - - Best National Costume - Mister Tourism Asia Pacific                              |
| 2024 | Nguyễn Hữu Hưng   | Hải Dương  | Bổ nhiệm           | Mister Tourism World | 4 - - Best Talent - Best National Costume - Mister Commercial Face - Mister Friendship |